# Rhinichthys falcatus
Rhinichthys falcatus is een straalvinnige vissensoort uit de familie van de eigenlijke karpers (Cyprinidae). De wetenschappelijke naam van de soort is voor het eerst geldig gepubliceerd in 1893 door Carl H. en Rosa Smith Eigenmann.